# Corea del Sur en la Copa Mundial de Fútbol de 1986
La selección de Corea del Sur fue una de las 24 selecciones que participó en la Copa Mundial de Fútbol de 1986. Esta fue su segunda participación en mundiales tras 32 años de ausencia.

## Clasificación

### Primera ronda
| País          | Pld | W | D | L | GF | GA | GD  | Pts |
| ------------- | --- | - | - | - | -- | -- | --- | --- |
| Corea del Sur | 4   | 3 | 0 | 1 | 8  | 1  | +7  | 6   |
| Malasia       | 4   | 2 | 1 | 1 | 6  | 2  | +4  | 5   |
| Nepal         | 4   | 0 | 1 | 3 | 0  | 11 | −11 | 1   |

|                          | Bandera de Corea del Sur | Bandera de Malasia | Bandera de Nepal |
| ------------------------ | ------------------------ | ------------------ | ---------------- |
| Bandera de Corea del Sur | —                        | 2-0                | 4-0              |
| Bandera de Malasia       | 1-0                      | —                  | 5-0              |
| Bandera de Nepal         | 0-2                      | 0-0                | —                |

### Segunda ronda
| Equipo 1      | Agr. | Equipo 2  | Ida | Vuelta |
| ------------- | ---- | --------- | --- | ------ |
| Corea del Sur | 6–1  | Indonesia | 2–0 | 4–1    |

### Tercera ronda
| Equipo 1 | Agr. | Equipo 2      | Ida | Vuelta |
| -------- | ---- | ------------- | --- | ------ |
| Japón    | 1–3  | Corea del Sur | 1–2 | 0–1    |

### Goleadores
| Goles | Futbolistas                                                                             |
| ----- | --------------------------------------------------------------------------------------- |
| 4     | Huh Jung-moo                                                                            |
| 2     | Byun Byung-joo, Kim Joo-sung, Lee Tae-ho                                                |
| 1     | Cho Min-kook, Choi Soon-ho, Chung Jong-soo, Jung Yong-hwan, Kim Suk-won, Park Chang-sun |
| Aut.  | Rupak Ray Sharma                                                                        |

## Lista de jugadores
Entrenador:  Kim Jung-nam
| No. | Pos. | Jugador         | Fecha de nacimiento (edad)         | Apa. | Club                   |
| --- | ---- | --------------- | ---------------------------------- | ---- | ---------------------- |
| 1   | POR  | Cho Byung-deuk  | 26 de mayo de 1958 (28 años)       | N/D  | Hallelujah FC          |
| 2   | DEF  | Park Kyung-hoon | 19 de enero de 1961 (25 años)      | N/D  | POSCO Atoms            |
| 3   | DEF  | Chung Jong-soo  | 27 de marzo de 1961 (25 años)      | N/D  | Yukong Elephants       |
| 4   | MED  | Cho Kwang-rae   | 19 de marzo de 1954 (32 años)      | N/D  | Daewoo Royals          |
| 5   | DEF  | Chung Yong-hwan | 10 de febrero de 1960 (26 años)    | N/D  | Daewoo Royals          |
| 6   | DEL  | Lee Tae-ho      | 29 de enero de 1961 (25 años)      | N/D  | Daewoo Royals          |
| 7   | DEL  | Kim Jong-boo    | 3 de noviembre de 1965 (20 años)   | N/D  | Korea University       |
| 8   | DEF  | Cho Young-jeung | 18 de agosto de 1954 (31 años)     | N/D  | Lucky-Goldstar Hwangso |
| 9   | DEL  | Choi Soon-ho    | 10 de enero de 1962 (24 años)      | 47   | POSCO Atoms            |
| 10  | MED  | Park Chang-sun  | 2 de febrero de 1954 (32 años)     | N/D  | Daewoo Royals          |
| 11  | DEL  | Cha Bum-kun     | 21 de mayo de 1953 (33 años)       | 125  | Bayer Leverkusen       |
| 12  | DEF  | Kim Pyung-seok  | 22 de septiembre de 1958 (27 años) | N/D  | Hyundai Horangi        |
| 13  | MED  | Noh Soo-jin     | 10 de febrero de 1962 (24 años)    | N/D  | Yukong Elephants       |
| 14  | DEF  | Cho Min-kook    | 5 de julio de 1963 (22 años)       | N/D  | Lucky-Goldstar Hwangso |
| 15  | DEF  | Yoo Byung-ok    | 2 de marzo de 1964 (22 años)       | N/D  | Hanyang University     |
| 16  | MED  | Kim Joo-sung    | 17 de enero de 1966 (20 años)      | N/D  | Chosun University      |
| 17  | MED  | Huh Jung-moo    | 13 de enero de 1955 (31 años)      | N/D  | Hyundai Horangi        |
| 18  | MED  | Kim Sam-soo     | 8 de febrero de 1963 (23 años)     | N/D  | Hyundai Horangi        |
| 19  | DEL  | Byun Byung-joo  | 26 de abril de 1961 (25 años)      | N/D  | Daewoo Royals          |
| 20  | DEL  | Kim Yong-se     | 21 de abril de 1960 (26 años)      | N/D  | Yukong Elephants       |
| 21  | POR  | Oh Yun-kyo      | 25 de mayo de 1960 (26 años)       | N/D  | Yukong Elephants       |
| 22  | MED  | Kang Deuk-soo   | 16 de agosto de 1961 (24 años)     | N/D  | Lucky-Goldstar Hwangso |

## Participación

### Grupo A
| Equipo        | Pts | PJ | PG | PE | PP | GF | GC | DG |
| ------------- | --- | -- | -- | -- | -- | -- | -- | -- |
| Argentina     | 5   | 3  | 2  | 1  | 0  | 6  | 2  | +4 |
| Italia        | 4   | 3  | 1  | 2  | 0  | 5  | 4  | +1 |
| Bulgaria      | 2   | 3  | 0  | 2  | 1  | 2  | 4  | -2 |
| Corea del Sur | 1   | 3  | 0  | 1  | 2  | 4  | 7  | -3 |

#### Argentina vs. Corea del Sur
| 2 de junio de 1986, 12:00 (UTC-5) | Argentina                     | 3:1 (2:0) | Corea del Sur | Estadio Olímpico Universitario, Ciudad de México                       |                                                                        |
|                                   | Valdano 6', 46' · Ruggeri 18' | Reporte   | C.S. Park 73' | Asistencia: 60.000 espectadores Árbitro(s): Victoriano Sánchez Arminio | Asistencia: 60.000 espectadores Árbitro(s): Victoriano Sánchez Arminio |

| Argentina | Corea del Sur |

|                |    |                     |  |     |
|                |    |                     |  |     |
| POR            | 18 | Nery Pumpido        |  |     |
| DEF            | 5  | José Luis Brown     |  |     |
| DEF            | 8  | Néstor Clausen      |  |     |
| DEF            | 13 | Oscar Garré         |  |     |
| DEF            | 19 | Oscar Ruggeri       |  |     |
| MED            | 2  | Sergio Batista      |  | 75' |
| MED            | 7  | Jorge Burruchaga    |  |     |
| MED            | 10 | Diego Maradona      |  |     |
| MED            | 14 | Ricardo Giusti      |  |     |
| DEL            | 11 | Jorge Valdano       |  |     |
| DEL            | 17 | Pedro Pasculli      |  | 74' |
| Suplentes:     |    |                     |  |     |
| POR            | 15 | Luis Islas          |  |     |
| POR            | 22 | Héctor Zelada       |  |     |
| DEF            | 6  | Daniel Passarella   |  |     |
| DEF            | 9  | José Luis Cucciufo  |  |     |
| DEF            | 16 | Julio Olarticoechea |  | 75' |
| MED            | 3  | Ricardo Bochini     |  |     |
| MED            | 4  | Claudio Borghi      |  |     |
| MED            | 12 | Héctor Enrique      |  |     |
| MED            | 20 | Carlos Tapia        |  | 74' |
| MED            | 21 | Marcelo Trobbiani   |  |     |
| DEL            | 1  | Sergio Almirón      |  |     |
| Entrenador:    |    |                     |  |     |
| Carlos Bilardo |    |                     |  |     |

|              |    |                 |     |       |
|              |    |                 |     |       |
| POR          | 21 | Oh Yun-kyo      |     |       |
| DEF          | 2  | Park Kyung-hoon |     |       |
| DEF          | 5  | Chung Yong-hwan |     |       |
| DEF          | 12 | Kim Pyung-seok  |     | 23'   |
| DEF          | 14 | Cho Min-kook    |     |       |
| MED          | 9  | Choi Soon-ho    |     |       |
| MED          | 17 | Huh Jung-moo    | 44' |       |
| DEL          | 10 | Park Chang-sun  | 50' |       |
| DEL          | 11 | Cha Bum-kun     |     |       |
| DEL          | 16 | Kim Joo-sung    |     |       |
| DEL          | 20 | Kim Yong-se     |     | 45+1' |
| Suplentes:   |    |                 |     |       |
| POR          | 1  | Cho Byung-deuk  |     |       |
| DEF          | 3  | Chung Jong-soo  |     |       |
| DEF          | 15 | Yoo Byung-ok    |     |       |
| MED          | 4  | Cho Kwang-rae   |     | 23'   |
| MED          | 8  | Cho Young-jeung |     |       |
| MED          | 13 | Noh Soo-jin     |     |       |
| MED          | 18 | Kim Sam-soo     |     |       |
| MED          | 19 | Byun Byung-joo  |     | 45+1' |
| DEL          | 6  | Lee Tae-ho      |     |       |
| DEL          | 7  | Kim Jong-boo    |     |       |
| DEL          | 22 | Kang Deuk-soo   |     |       |
| Entrenador:  |    |                 |     |       |
| Kim Jung-nam |    |                 |     |       |

| Árbitros asistentes: Gabriel González Roa Jesús Díaz Palacio | Reglas del partido - 90 minutos. - Once suplentes convocados. - Máximo de tres sustituciones. |

#### Corea del Sur vs. Bulgaria
| 5 de junio de 1986, 16:00 (UTC-5) | Corea del Sur | 1:1 (0:1) | Bulgaria  | Estadio Olímpico Universitario, Ciudad de México             |                                                              |
|                                   | J.B. Kim 70'  | Reporte   | Getov 11' | Asistencia: 45.000 espectadores Árbitro(s): Fallaj Al-Shanar | Asistencia: 45.000 espectadores Árbitro(s): Fallaj Al-Shanar |

| Corea del Sur | Bulgaria |

|              |    |                 |     |       |
|              |    |                 |     |       |
| POR          | 21 | Oh Yun-kyo      |     |       |
| DEF          | 2  | Park Kyung-hoon |     |       |
| DEF          | 5  | Chung Yong-hwan |     |       |
| MED          | 4  | Cho Kwang-rae   |     | 72'   |
| MED          | 8  | Cho Young-jeung | 60' |       |
| MED          | 13 | Noh Soo-jin     |     | 45+1' |
| MED          | 17 | Huh Jung-moo    |     |       |
| MED          | 19 | Byun Byung-joo  |     |       |
| DEL          | 10 | Park Chang-sun  |     |       |
| DEL          | 11 | Cha Bum-kun     |     |       |
| DEL          | 16 | Kim Joo-sung    | 31' |       |
| Suplentes:   |    |                 |     |       |
| POR          | 1  | Cho Byung-deuk  |     |       |
| DEF          | 3  | Chung Jong-soo  |     |       |
| DEF          | 12 | Kim Pyung-seok  |     |       |
| DEF          | 14 | Cho Min-kook    |     | 72'   |
| DEF          | 15 | Yoo Byung-ok    |     |       |
| MED          | 9  | Choi Soon-ho    |     |       |
| MED          | 18 | Kim Sam-soo     |     |       |
| DEL          | 6  | Lee Tae-ho      |     |       |
| DEL          | 7  | Kim Jong-boo    |     | 45+1' |
| DEL          | 20 | Kim Yong-se     |     |       |
| DEL          | 22 | Kang Deuk-soo   |     |       |
| Entrenador:  |    |                 |     |       |
| Kim Jung-nam |    |                 |     |       |

|             |    |                     |     |       |
|             |    |                     |     |       |
| POR         | 1  | Borislav Mikhailov  |     |       |
| DEF         | 3  | Nikolay Arabov      |     |       |
| DEF         | 4  | Petar Petrov        |     |       |
| DEF         | 5  | Georgi Dimitrov     |     |       |
| DEF         | 12 | Radoslav Zdravkov   |     |       |
| MED         | 2  | Nasko Sirakov       |     |       |
| MED         | 8  | Ayan Sadakov        |     |       |
| MED         | 10 | Zhivko Gospodinov   | 49' |       |
| MED         | 11 | Plamen Getov        |     | 58'   |
| DEL         | 7  | Bozhidar Iskrenov   |     | 45+1' |
| DEL         | 9  | Stoycho Mladenov    |     |       |
| Suplentes:  |    |                     |     |       |
| POR         | 22 | Iliya Valov         |     |       |
| DEF         | 13 | Aleksandar Markov   |     |       |
| DEF         | 21 | Iliya Dyakov        |     |       |
| MED         | 6  | Andrey Zhelyazkov   |     | 58'   |
| MED         | 14 | Plamen Markov       |     |       |
| MED         | 15 | Georgi Yordanov     |     |       |
| MED         | 17 | Hristo Kolev        |     |       |
| MED         | 19 | Atanas Pashev       |     |       |
| DEL         | 16 | Vasil Dragolov      |     |       |
| DEL         | 18 | Boycho Velichkov    |     |       |
| DEL         | 20 | Kostadin Kostadinov |     | 45+1' |
| Entrenador: |    |                     |     |       |
| Ivan Vutsov |    |                     |     |       |

| Árbitros asistentes: Ioan Igna Valeri Butenko | Reglas del partido - 90 minutos. - Once suplentes convocados. - Máximo de tres sustituciones. |

#### Corea del Sur vs. Italia
| 10 de junio de 1986, 12:00 (UTC-5) | Corea del Sur      | 2:3 (0:1) | Italia                                   | Estadio Cuauhtémoc, Puebla                              |                                                         |
|                                    | Choi 62' · Huh 83' | Reporte   | Altobelli 17', 73' · K.R. Cho 82' (a.g.) | Asistencia: 20.000 espectadores Árbitro(s): David Socha | Asistencia: 20.000 espectadores Árbitro(s): David Socha |

| Corea del Sur | Italia |

|              |    |                 |     |       |
|              |    |                 |     |       |
| POR          | 21 | Oh Yun-kyo      |     |       |
| DEF          | 2  | Park Kyung-hoon | 35' |       |
| DEF          | 5  | Chung Yong-hwan |     |       |
| MED          | 4  | Cho Kwang-rae   |     |       |
| MED          | 8  | Cho Young-jeung | 71' |       |
| MED          | 9  | Choi Soon-ho    |     |       |
| MED          | 17 | Huh Jung-moo    |     |       |
| MED          | 19 | Byun Byung-joo  |     | 70'   |
| DEL          | 10 | Park Chang-sun  |     |       |
| DEL          | 11 | Cha Bum-kun     |     |       |
| DEL          | 16 | Kim Joo-sung    | 17' | 45+1' |
| Suplentes:   |    |                 |     |       |
| POR          | 1  | Cho Byung-deuk  |     |       |
| DEF          | 3  | Chung Jong-soo  |     | 45+1' |
| DEF          | 12 | Kim Pyung-seok  |     |       |
| DEF          | 14 | Cho Min-kook    |     |       |
| DEF          | 15 | Yoo Byung-ok    |     |       |
| MED          | 13 | Noh Soo-jin     |     |       |
| MED          | 18 | Kim Sam-soo     |     |       |
| DEL          | 6  | Lee Tae-ho      |     |       |
| DEL          | 7  | Kim Jong-boo    |     | 70'   |
| DEL          | 20 | Kim Yong-se     |     |       |
| DEL          | 22 | Kang Deuk-soo   |     |       |
| Entrenador:  |    |                 |     |       |
| Kim Jung-nam |    |                 |     |       |

|              |    |                      |     |     |
|              |    |                      |     |     |
| POR          | 1  | Giovanni Galli       |     |     |
| DEF          | 3  | Antonio Cabrini      |     |     |
| DEF          | 4  | Fulvio Collovati     |     |     |
| DEF          | 6  | Gaetano Scirea       | 65' |     |
| DEF          | 8  | Pietro Vierchowod    | 70' |     |
| MED          | 10 | Salvatore Bagni      | 31' | 67' |
| MED          | 13 | Fernando De Napoli   |     |     |
| MED          | 14 | Antonio Di Gennaro   |     |     |
| DEL          | 16 | Bruno Conti          |     |     |
| DEL          | 18 | Alessandro Altobelli |     |     |
| DEL          | 19 | Giuseppe Galderisi   |     | 88' |
| Suplentes:   |    |                      |     |     |
| POR          | 12 | Franco Tancredi      |     |     |
| POR          | 22 | Walter Zenga         |     |     |
| DEF          | 2  | Giuseppe Bergomi     |     |     |
| DEF          | 5  | Sebastiano Nela      |     |     |
| DEF          | 7  | Roberto Tricella     |     |     |
| MED          | 9  | Carlo Ancelotti      |     |     |
| MED          | 11 | Giuseppe Baresi      |     | 67' |
| MED          | 15 | Marco Tardelli       |     |     |
| DEL          | 17 | Gianluca Vialli      |     | 88' |
| DEL          | 20 | Paolo Rossi          |     |     |
| DEL          | 21 | Aldo Serena          |     |     |
| Entrenador:  |    |                      |     |     |
| Enzo Bearzot |    |                      |     |     |

| Árbitros asistentes: Joaquín Saturnino Urrea Reyes Jamal Al-Sharif | Reglas del partido - 90 minutos. - Once suplentes convocados. - Máximo de tres sustituciones. |